# Municipio de Stanton (condado de Fillmore)
El municipio de Stanton (en inglés: Stanton Township) es un municipio ubicado en el condado de Fillmore en el estado estadounidense de Nebraska. En el año 2010 tenía una población de 695 habitantes y una densidad poblacional de 7,47 personas por km².

## Geografía
El municipio de Stanton se encuentra ubicado en las coordenadas 40°29′15″N 97°39′28″O / 40.48750, -97.65778. Según la Oficina del Censo de los Estados Unidos, el municipio tiene una superficie total de 93.07 km², de la cual 93 km² corresponden a tierra firme y (0,08 %) 0,07 km² es agua.

## Demografía
Según el censo de 2010, había 695 personas residiendo en el municipio de Stanton. La densidad de población era de 7,47 hab./km². De los 695 habitantes, el municipio de Stanton estaba compuesto por el 96,12 % blancos, el 0,72 % eran afroamericanos, el 1,29 % eran amerindios, el 0,58 % eran de otras razas y el 1,29 % eran de una mezcla de razas. Del total de la población el 2,59 % eran hispanos o latinos de cualquier raza.